# Vol. 3: (The Subliminal Verses)
Vol. 3: (The Subliminal Verses) (englisch für „Band 3: (Die unterschwelligen Strophen)“) ist das dritte offizielle Studioalbum der US-amerikanischen Nu-Metal-Band Slipknot. Es erschien am 25. Mai 2004 bei Roadrunner Records und wurde am 12. April 2005 als Special Edition wiederveröffentlicht.
Nachdem Slipknots erste beiden Alben von Ross Robinson produziert worden waren, arbeitete die Band erstmals mit dem erfolgreichen Produzenten Rick Rubin zusammen. Dementsprechend änderte sich Slipknots Musikstil auf dem Album: Neben aggressiven und schnellen Stücken sind erstmals auch Balladen enthalten. Auf die Veröffentlichung des Studioalbums folgte eine 20 Monate lange Welttournee.
Die Mehrheit der Kritiker nahm Vol. 3: (The Subliminal Verses) positiv auf, gelobt wurde oftmals die Vielseitigkeit des Albums. Daneben erreichte es hohe Chartplatzierungen und wurde in mehreren Ländern mit Edelmetall ausgezeichnet. Des Weiteren gewann die Band mit der Single Before I Forget erstmals einen Grammy Award, nachdem die erste Singleauskopplung Duality bereits nominiert, jedoch erfolglos geblieben war.

## Entstehung

### Vorgeschichte
Nachdem Slipknot ihr zweites Studioalbum Iowa 2001 veröffentlicht hatten, ging die Band bis 2002 auf Welttournee. Danach widmeten sich die verschiedenen Bandmitglieder Nebenprojekten.
Sänger Corey Taylor und Gitarrist James Root arbeiteten am Debütalbum ihrer Zweitband Stone Sour, das 2002 erschien. Auch Perkussionist Shawn Crahan widmete sich seinem Nebenprojekt To My Surprise und Joey Jordison wandte sich wieder der Band Murderdolls zu. Beide Bands veröffentlichten im Jahr 2003 Alben. Rückblickend berichteten die Bandmitglieder, dass diese Nebenprojekte das „Weiterbestehen der Band gesichert hätten“. Zum damaligen Zeitpunkt hatten sich Differenzen zwischen den Bandmitgliedern entwickelt, die sich später auf die Produktion von Vol. 3: (The Subliminal Verses) auswirkten.

### Produktion
Im Januar 2003 begann Schlagzeuger Joey Jordison mit der Arbeit an Songs für ein neues Studioalbum. In dieser Zeit wurden zwischen sechs und zehn Lieder entwickelt. Laut Perkussionist Chris Fehn entstanden auch später im Studio einige Stücke, an denen zum Teil auch Produzent Rubin mitschrieb.
Aufgenommen wurde Vol. 3: (The Subliminal Verses) im Studio The Mansion zusammen mit Rick Rubin, der schon mit Bands wie Slayer und System of a Down zusammengearbeitet hatte. Insgesamt wurden 20 Titel aufgenommen, von denen es letztendlich 14 auf das Album schafften. Damit hatte Slipknot nicht mehr wie bei früheren Aufnahmen das Problem, zu wenig Songs zur Auswahl zu haben. Der Titel des Werkes sollte ursprünglich einen Bezug zur Zahl neun haben, da Slipknot aus neun Musikern besteht.
Die Bandmitglieder wohnten im Rick Rubin gehörenden Studio, was einen Unterschied zu den Aufnahmen für Iowa darstellte, bei denen jedes Bandmitglied in einem eigenen Apartment lebte.
Rückblickend berichtete Joey Jordison, dass die Bandmitglieder aufgrund der Differenzen zwischen den Mitgliedern für drei Monate nicht miteinander gesprochen hätten. Während der Aufnahmen zu Vol. 3: (The Subliminal Verses) litt Frontmann Corey Taylor unter einem Alkoholproblem. Zu einem späteren Zeitpunkt äußerte er sich dazu: „Alles, was ich während des Trinkens tat, klang nach Mist.“ Im selben Interview verriet Taylor, wie unzufrieden er mit der Auswahl der Gesangsaufnahmen war, die es auf die endgültige Version des Albums schafften.

### Cover
Das Cover des Albums wurde vorab Anfang April 2004 bei MTV.com im Internet veröffentlicht. Das Cover zeigt eine „fratzenartige“, aus Leder bestehende Maske, welche mit einem Reißverschluss versehen ist. Die Maske wurde von einem der beiden Perkussionisten Slipknots Shawn Crahan entworfen und war bei späteren Auftritten der Band käuflich zu erwerben. Im Musikvideo zu Vermilion fand sie ebenfalls Verwendung und wird von der Protagonistin beim Zusammentreffen mit der Band getragen. Diese Maske wird Maggot mask (dt. Maden Maske) genannt, da die Fans von der Band Maggots genannt werden.

## Stil

### Musik
Bereits vor der Veröffentlichung von Vol. 3: (The Subliminal Verses) hatten einige Bandmitglieder ein experimentelleres Album angekündigt. Schlagzeuger Joey Jordison beschrieb es folgendermaßen: „Teilweise klingt es wie wenn Slayer auf Radiohead treffen würde.“
Die musikalischen Unterschiede zu dem Vorgänger Iowa sind teilweise deutlich. Die schon in früheren Songs wie Left Behind und Everything Ends angedeutete Melodik nimmt auf Vol. 3: (The Subliminal Verses) mehr Raum als auf den beiden Vorgängern ein. Außerdem sind die Lieder auf dem dritten Studioalbum der Band strukturierter. Vol. 3: (The Subliminal Verses) orientiert sich weniger in Richtung von Death Metal und den anderen extremen Spielarten des Metal.
Die härteren Titel des Albums, wie The Blister Exists, Welcome und Opium of the People, zeichnen sich vor allem durch den schnellen und energischen Einsatz elektrischer Gitarren und des Schlagzeugs aus. Vor allem in The Blister Exists kommt dies zur Geltung, Schlagzeugtechniken wie Blastbeats und Snare-Drum-Solos werden von schnellen E-Gitarren untermalt. Das Tempo ist in diesem Titel allerdings nicht durchgehend schnell, sondern verlangsamt sich kurzzeitig im Mittelteil.
Im Gegensatz zu Iowa, auf dem gutturale Gesangsarten wie Krächzen und Schreien den größten Teil des Gesangs ausmachten, wechseln sich Geschrei und klarer Gesang auf den härteren Titeln des Albums ab.
Neben gutturalem und klarem Gesang sind auf dem Album Formen von Sprechgesang, Rap und leisem Flüstern zu hören. Vor allem auf den Titeln Duality und Before I Forget kommt dies zur Geltung. In den Refrains dieser Titel ist Corey Taylors Gesang um einiges melodischer als in früheren Stücken Slipknots. Auch elektronische Elemente und Sampling sind auf dem Album vorhanden, so wurden auf Pulse of the Maggots Publikumsschreie eingefügt.
Circle und Vermilion Pt. 2, die beiden Balladen auf dem Album, verzichten, zu Gunsten von akustischen Gitarren und Streichinstrumenten, größtenteils auf bandtypische Instrumente wie elektrische Gitarren oder Schlagzeug. Der Gesang Taylors bleibt auf den Balladen meist klar. Beide Songs weisen Parallelen zum Alternative-Metal-Nebenprojekt von Corey Taylor und James Root, Stone Sour, auf.
Des Weiteren sind das Intro Prelude 3.0 sowie Danger – Keep Away in einem langsameren Tempo und einem experimentelleren Stil ausgefallen, ein weiteres Merkmal des stilistischen Wandels von Slipknot.

### Texte
Vol. 3: (The Subliminal Verses) war das erste Studioalbum von Slipknot, das nicht mit dem Parental-Advisory-Aufkleber markiert wurde; Gitarrist Mick Thomson erklärte in einem Interview 2008, Corey Taylor hätte beim Songwriting darauf geachtet, Schimpfwörter zu vermeiden, um seinem eigenen [musikalischen] Anspruch gerecht zu werden.
Bis auf den Gebrauch von Schimpfwörtern sind die lyrischen Themen im Gegensatz zum musikalischen Stil weitgehend unverändert gegenüber dem Vorgänger geblieben: Auf ihrem dritten Studioalbum handeln Slipknots Texte von Themen wie Wut, Unzufriedenheit, Eifersucht und Psychose. Manche Texte, wie zum Beispiel der Refrain der Single Duality, bedienen sich Stilmitteln wie der Metapher.
Ein Beispiel für die Behandlung düsterer Themen sind die Songs Vermilion und Vermilion Pt. 2, die von einem Stalker handeln, der meint, die Liebe seines Lebens gefunden zu haben.
Der erste Teil Vermilion erzählt die Hauptgeschichte, Vermilion Pt. 2 ist eine Art Fortsetzung der Handlung des ersten Teiles. Beide berichten aus der Sicht des Stalkers.
Pulse of the Maggots (dt.: „Puls der Maden“) ist ein Tribut an die Fans der Band. Darauf wird bereits im Titel des Liedes verwiesen, da der Begriff „Maggots“ von der Band als Bezeichnung für ihre Fans verwendet wird. Welcome (dt.: „Willkommen“) dagegen ist eine Botschaft an alle „die versucht haben, die Band[-mitglieder] für persönliche Bereicherung zu benutzen, die sich aber, als die Band darüber nachgedacht hatte kein drittes Studioalbum zu produzieren, von ihnen abgewendet haben.“ Des Weiteren wird zum Beispiel in den Songs The Nameless, Circle und The Virus of Life die Vergangenheit von Corey Taylor aufgegriffen, was inzwischen auch auf nachfolgenden Alben wiederholt wurde.

## Veröffentlichungen

### Musikvideos und Singles
Aus Vol. 3: (The Subliminal Verses) wurden insgesamt vier Singles ausgekoppelt und fünf Musikvideos gedreht. Alle Musikvideos, mit Ausnahme des später erschienenen Videos zu The Blister Exists, wurden auf der 2006 erschienenen DVD Voliminal: Inside the Nine veröffentlicht.
Als erste Single wurde der Song Duality am 4. Mai 2004 publiziert. Das zugehörige Musikvideo kostete zwischen 300.000 und 500.000 US-Dollar und wurde in der Nähe von Des Moines im Haus eines Fans der Band aufgenommen. Da zahlreiche Gegenstände der dort lebenden Familie beim Dreh zerstört wurden, musste Slipknots Plattenlabel „Roadrunner Records“ Schadenersatz an jene zahlen.
Duality war die erste Single von Slipknot, die es in die deutschen und die Schweizer Charts schaffte und ist bis heute eine der wenigen Singles der Band, die überhaupt in die deutschsprachigen Charts einstieg; in der Schweiz ist sie sogar die einzige. Außerdem ist der Song, nach Chartplatzierungen gemessen, der erfolgreichste der Bandgeschichte. Im Sommer 2009 gab EA Sport bekannt, dass das Lied Teil des Soundtracks zu dem Videospiel Madden NFL 2010 sein werde.
Am 5. Oktober 2004 veröffentlichte Slipknot den Song Vermilion als zweite Single ihres dritten Studioalbums. Das Musikvideo zum Lied wurde im Spätsommer desselben Jahres in Los Angeles gedreht. Regisseur war wie schon beim Duality-Video Tony Petrossian. Dabei wurde auch ein zweites Musikvideo für den Titel Vermilion Pt. 2 gedreht, der inhaltlich mit Vermilion verwoben ist; dementsprechend ähneln sich die Videos beider Lieder. Vermilion schaffte es wie Duality in die deutschen Charts und fand Verwendung auf dem Soundtrack des Filmes Resident Evil: Apocalypse.
Im Juni 2005 wurde der Titel Before I Forget als dritte Single des Albums veröffentlicht, der ein Jahr später mit einem Grammy ausgezeichnet wurde. Das Musikvideo wurde erneut unter der Leitung von Tony Petrossian gedreht. Bis heute war es die letzte Zusammenarbeit zwischen ihm und der Band. Das Musikvideo selbst zeigt die Bandmitglieder ohne Masken und Overalls, allerdings ist zu keiner Zeit ein ganzes Gesicht, sondern nur Ausschnitte von beispielsweise Nase, Auge, Kinn und Mund zu sehen.
Als letzte Single aus Vol. 3: (The Subliminal Verses) wurde das Lied The Blister Exists ausgekoppelt. Veröffentlicht wurde der Song im Februar 2007, während der Zeit, in der die Band aufgrund von Soloprojekten pausierte. Ein Musikvideo wurde veröffentlicht, aber nicht neu gedreht, sondern aus Live-Aufnahmen des Songs zusammengestellt.

### Special Edition
Am 12. April 2005 veröffentlichten Slipknot eine Special Edition des Albums, die neben vier Live-Aufnahmen auch zwei neue Lieder der Band enthält. Des Weiteren sind dort auch ein Remix von Vermilion sowie die volle Version des abschließenden Songs Danger – Keep Away zu finden.

## Tournee

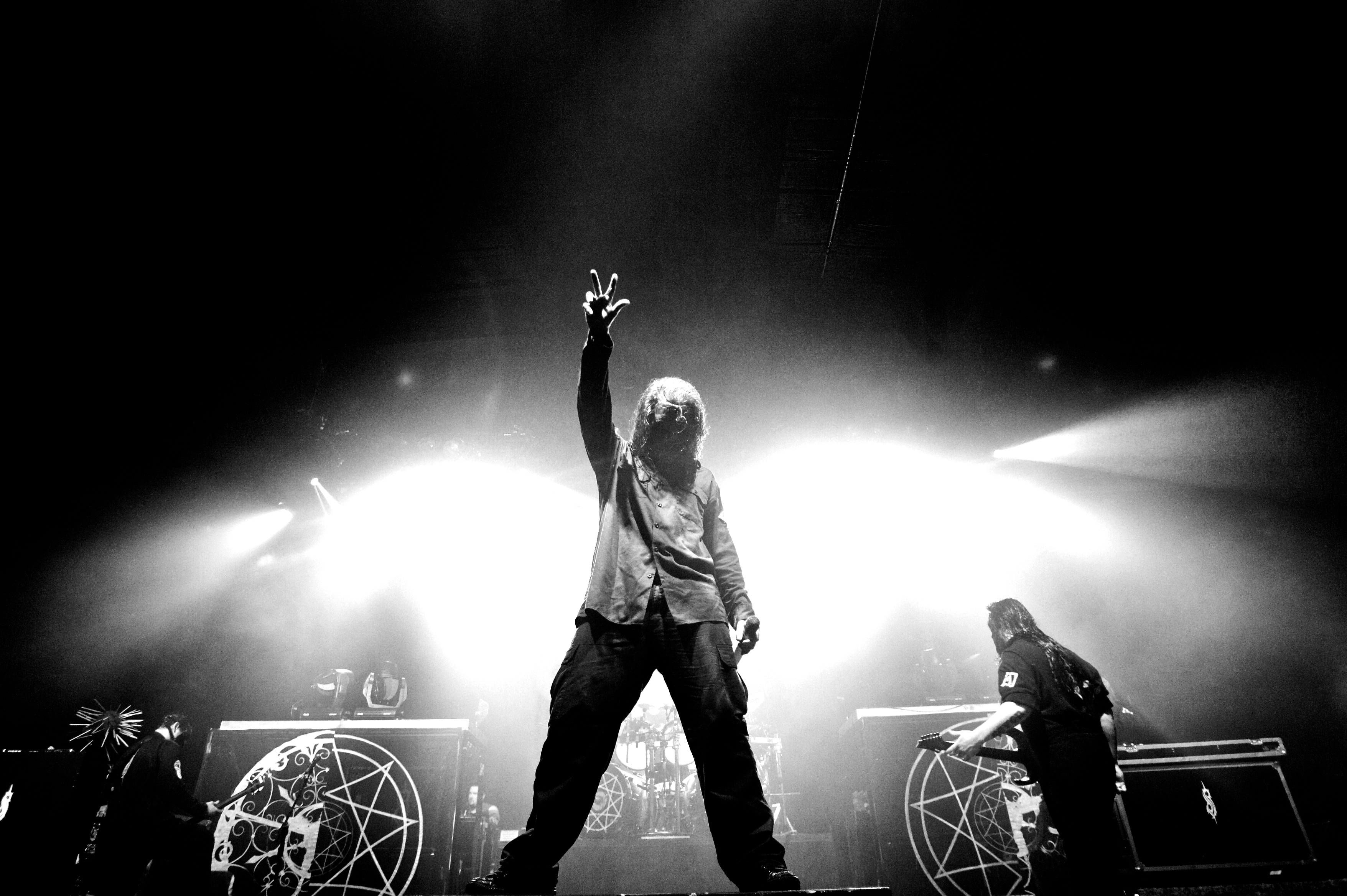
Slipknot 2005 bei einem Auftritt in Toronto

Am 30. März 2004 starteten die neun Bandmitglieder die The Subliminal Verses World Tour zur Promotion ihrer Veröffentlichung. Die Tournee dauerte bis November 2005 und beinhaltete Auftritte beim Ozzfest 2004 und Rock am Ring 2005. Streckenweise tourten Slipknot zusammen mit Metallica. Die ganze Tournee über wurden Slipknot von der Metal-Band Lamb of God begleitet. Die Tournee musste mehrmals unterbrochen werden. Gitarrist James Root brach sich bei einem Mountain-Bike-Unfall sein Handgelenk. Außerdem starb der Vater von Perkussionist Crahan, weswegen zwei Konzerte in Philadelphia gestrichen wurden.
Ausschnitte von Auftritten der Band wurden später für Slipknots erstes Live-Album 9.0: Live verwendet. Von diesem wurde auch ein weiterer Song (The Nameless), der ursprünglich auf Vol. 3: (The Subliminal Verses) zu finden ist, als Single ausgekoppelt.

## Rezeption

### Kritiken
Vol. 3: (The Subliminal Verses) wurde von einem Großteil der Kritiker positiv aufgenommen. Gelobt wurde vor allem der stilistische Wandel vom aggressiven Sound zum melodischen Klang. Allerdings gab es auch kritische Stimmen diesbezüglich. Die US-amerikanische Website Metacritic errechnete aus 12 professionellen Rezensionen eine Punktzahl von 70 bei 100 maximal erreichbaren Punkten; dies entspricht nach dem Einstufungssystem der Website einer Bewertung als „generell gut bewertet“. Die Entertainment Weekly und das Stylus Magazin bezeichneten das Album als das bisher beste von Slipknot. Negativ hingegen äußerte sich die Alternative Press, Vol. 3: (The Subliminal Verses) sei eine zweitklassige Version ihres vorhergegangenen Albums Iowa.
Auch in deutschsprachigen Medien wurde das Album durchschnittlich bis gut bewertet. Alexander Cordas von Laut.de vergab vier von fünf Punkten und zeigte sich unter anderem über melodische Titel wie Vermilion und Circle erfreut. Er lobte allerdings auch aggressivere Lieder wie The Blister Exists und bezeichnete Letzteres als „Rhythmus-Granate“ Gleich tat es ihm Armin Linder von Plattentests.de. Er schätzte „Corey Taylors gesangliches Können“ mit Bezug auf die Ballade Circle als „unwiderlegbar“ ein. Auch bezeichnete er The Blister Exists als vielschichtig und schloss sich der positiven Meinung Alexander Cordas über das Stück an.
Vampster zeigte sich ebenfalls über das Werk erfreut: Gelobt wurde vom E-Zine unter anderem Joey Jordisons Schlagzeugspiel im Lied Welcome, welches „schnell“ und „präzise“ sei. Im Schluss der Kritik wurde die Veröffentlichung als „eine der bisher besten Platten des Jahres“ eingeordnet.

„“Vol: 3 (The Subliminal Verses)” fügt der Band eine Dimension hinzu. Die Scheibe ist wirklich fesselnd und vielseitig. […] Hier gibt es wirklich alles, von ganz heftigen, schnellen und straighten Songs […] bis zu Balladen.“

Weitere positive Resonanz kam vom Rock-Hard-Autor Michael Rensen, der Slipknot auf ihrem dritten Album „beachtliche technische Fähigkeiten“ attestierte und Rick Rubins Versuch, die Musik der Band weniger monoton klingen zu lassen, als gelungen ansah. Auch auf Metal spezialisierte Onlinemagazine beurteilten das Werk positiv. Die Website „Metal1“, die zwar die häufige Verwendung von elektronischen Elementen kritisierte, kam zu dem Schluss, dass „die Riffs nicht an Härte verloren [hätten]“ und bezeichnete Vol. 3: (The Subliminal Verses) als „musikalisch sehr wertvolles Album“. Gemäßigter bewertete die deutsche Website „Metal.de“ das Album. Der Klang der härteren Stücke des Albums wurde als „verkrampft“ und „alibihaft“ beschrieben. Vor allem The Blister Exists wurde gelobt, doch im Vergleich zu früheren Titeln der Band als „weniger authentisch und damit schlechter“ eingestuft.

### Preise und Nominierungen
Bei den Grammy Awards 2004 wurden Slipknot zweimal nominiert. Neben einer Nominierung für die Single Vermilion in der Kategorie „Best Metal Performance“ wurde auch Slipknots erste Single Duality bei den 46. Grammys in der Kategorie „Best Hard Rock Performance“ nominiert. Die Preise gingen allerdings an Evanescence beziehungsweise Metallica.
Erst zwei Jahre später gewannen Slipknot ihren ersten Grammy: Die Band war für ihre vierte Single aus Vol. 3: (The Subliminal Verses) Before I Forget erneut in der Kategorie Best Metal Performance nominiert und gewann nach fünf erfolglosen Grammy-Nominierungen erstmals die Auszeichnung.
Vol. 3: (The Subliminal Verses) wurde ebenfalls, zusammen mit dem aus dem Album ausgekoppelten Song Duality, bei den „Kerrang Awards 2004“ in den Kategorien „Best Album“ beziehungsweise „Best Video“ nominiert. Auch in den Band-bezogenen Kategorien waren Slipknot bei jener Preisverleihung zweimal vertreten. Außerdem wurde Vol. 3: (The Subliminal Verses) von den Lesern der gleichnamigen Zeitschrift „Kerrang!“ auf Platz 31 der „50. besten Alben des 21. Jahrhunderts (The 50 Best Albums of the 21st Century)“ gewählt. Das deutsche Magazin Visions führte im Frühjahr 2017 das Album in ihrer Liste der 66+6 besten Metal-Alben des dritten Jahrtausends.

## Kommerzieller Erfolg

### Chartplatzierungen
| ChartsChartplatzierungen       | Höchstplatzierung | Wochen |
| ------------------------------ | ----------------- | ------ |
| Deutschland (GfK)              | 2 (17 Wo.)        | 17     |
| Österreich (Ö3)                | 5 (14 Wo.)        | 14     |
| Schweiz (IFPI)                 | 8 (13 Wo.)        | 13     |
| Vereinigte Staaten (Billboard) | 2 (64 Wo.)        | 64     |
| Vereinigtes Königreich (OCC)   | 5 (11 Wo.)        | 11     |

| ChartsJahrescharts (2004)      | Platzierung |
| ------------------------------ | ----------- |
| Deutschland (GfK)              | 50          |
| Österreich (Ö3)                | 67          |
| Vereinigte Staaten (Billboard) | 77          |

| ChartsJahrescharts (2005)      | Platzierung |
| ------------------------------ | ----------- |
| Vereinigte Staaten (Billboard) | 191         |

### Auszeichnungen für Musikverkäufe
| Land/Region                  | Auszeichnungen für Musikverkäufe (Land/Region, Auszeichnung, Verkäufe) | Verkäufe  |
| ---------------------------- | ---------------------------------------------------------------------- | --------- |
| Australien (ARIA)            | Platin                                                                 | 70.000    |
| Dänemark (IFPI)              | Platin                                                                 | 20.000    |
| Deutschland (BVMI)           | Gold                                                                   | 100.000   |
| Japan (RIAJ)                 | Gold                                                                   | 100.000   |
| Kanada (MC)                  | 2× Platin                                                              | 200.000   |
| Neuseeland (RMNZ)            | Platin                                                                 | 15.000    |
| Norwegen (IFPI)              | Gold                                                                   | 10.000    |
| Polen (ZPAV)                 | Gold                                                                   | 10.000    |
| Vereinigte Staaten (RIAA)    | Platin                                                                 | 1.000.000 |
| Vereinigtes Königreich (BPI) | Platin                                                                 | 300.000   |
| Insgesamt                    | 4× Gold · 7× Platin ·                                                  | 1.825.000 |

Hauptartikel: Slipknot/Auszeichnungen für Musikverkäufe